# 全世界我最愛的就是胸部！
《全世界我最愛的就是胸部！》是昆布わかめ以四格漫畫形式創作的日本漫畫。最初在《月刊COMIC CUNE》2017年6月號刊載單篇，於2017年7月27日發售的《月刊COMIC CUNE》2017年9月號開始正式連載至2023年10月号。共出版8冊單行本。在發售第3冊單行本時，同時推出附帶廣播劇CD限定版；在發售第4冊單行本時，同時推出附帶廣播劇CD虎之穴限定版。作品故事內容主要是市原千秋與春見花間的百合喜劇。

## 登場人物
市原千秋（配音：小松未可子）
在學校很有名的女生。有戀胸傾向。弓道社社員。
春見花（配音：種田梨沙）
性格傲嬌的女生。總是會答應市原千秋的請求。
柏木加奈（配音：日高里菜）
市原千秋在弓道社的學妹。
桃瀬透香（配音：茅野愛衣）
春見花的朋友。
（配音：德井青空）

## 單行本
| 冊數 | KADOKAWA       | KADOKAWA               | 東立出版社    | 東立出版社             |
| 冊數 | 發售日期       | ISBN                   | 出版日期      | ISBN                   |
| ---- | -------------- | ---------------------- | ------------- | ---------------------- |
| 1    | 2018年2月26日  | ISBN 978-4-0406-9700-0 | 2019年9月27日 | ISBN 978-957-26-2802-7 |
| 2    | 2018年10月26日 | ISBN 978-4-0406-5036-4 | 2020年10月8日 | ISBN 978-957-26-2803-4 |
| 3    | 2019年3月27日  | ISBN 978-4-0406-5433-1 |               |                        |
| 4    | 2019年12月27日 | ISBN 978-4-0406-4156-0 |               |                        |
| 5    | 2020年10月26日 | ISBN 978-4-0406-4156-0 |               |                        |
| 6    | 2021年11月27日 | ISBN 978-4-04-680800-4 |               |                        |
| 7    | 2022年11月26日 | ISBN 978-4-04-681972-7 |               |                        |
| 8    | 2023年9月27日  | ISBN 978-4-04-682805-7 |               |                        |

## 外部連結
- 《全世界我最愛的就是胸部！》 （页面存档备份，存于）於COMIC CUNE網站的內容（日語）